# Anemonia

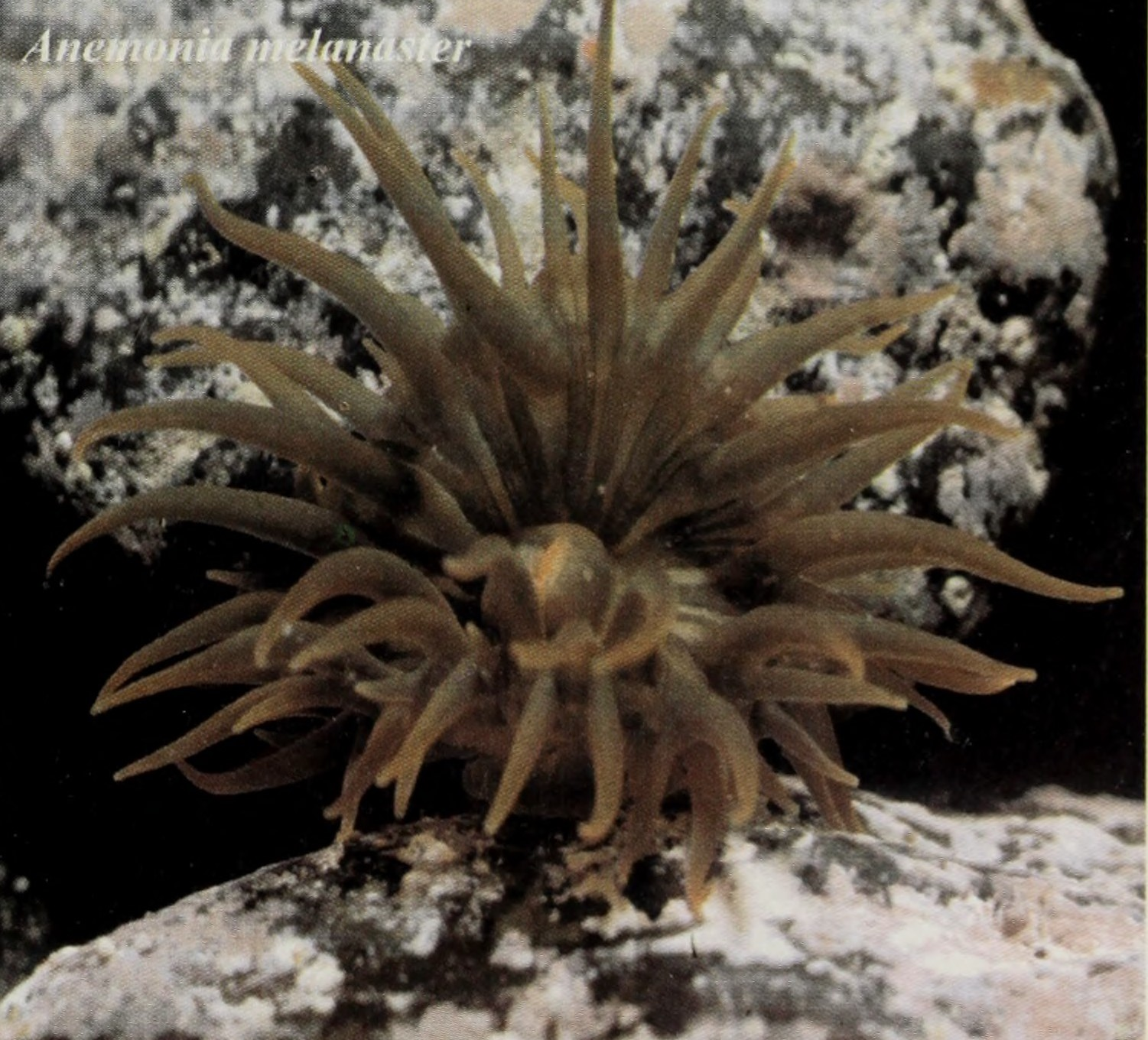
Anemonia melanaster

Az Anemonia a virágállatok (Anthozoa) osztályának tengerirózsák (Actiniaria) rendjébe, ezen belül az aktíniák (Actiniidae) családjába tartozó nem.

## Rendszerezés
A nembe az alábbi 21 faj tartozik:
- Anemonia alicemartinae Häussermann & Försterra, 2001
- Anemonia antillensis Pax, 1924
- Anemonia cereus Contarini, 1844
- Anemonia chubutensis Zamponi & Acuña, 1992
- Anemonia clavata (Milne Edwards, 1857)
- Anemonia crystallina (Hemprich & Ehrenberg in Ehrenberg, 1834)
- Anemonia depressa Duchassaing de Fonbressin & Michelotti, 1860
- Anemonia elegans Verrill, 1901
- Anemonia erythraea (Hemprich & Ehrenberg in Ehrenberg, 1834)
- Anemonia gracilis (Quoy & Gaimard, 1833)
- Anemonia hemprichi (Klunzinger, 1877)
- Anemonia indica Parulekar, 1968
- Anemonia insessa Gravier, 1918
- Anemonia manjano Carlgren, 1900
- Anemonia melanaster (Verrill, 1901)
- Anemonia milneedwardsii (Milne Edwards, 1857)
- Anemonia mutabilis Verrill, 1928
- Anemonia natalensis Carlgren, 1938
- Anemonia sargassensis Hargitt, 1908
- zöld viaszrózsa (Anemonia sulcata) (Pennant, 1777)
- Anemonia viridis (Forsskål, 1775)

- Az alábbi 6 tudományos név nomen dubiumként, azaz „kétséges névként” szerepel:
  - Anemonia carlgreni (Lager, 1911)
  - Anemonia contarinii
  - Anemonia edulis
  - Anemonia inaequalis
  - Anemonia milne edwardsii
  - Anemonia rustica